# Kerstin Hack
Kerstin Hack (* 24. April 1967 in Coburg) ist eine deutsche Anglistin, Ethnologin, Autorin, Herausgeberin, Verlegerin, Referentin und Coach.

## Leben
Hack ist im oberfränkischen Dorf Steppach aufgewachsen und studierte in Tübingen und Singapur Neuere Englische Literatur und Ethnologie mit Schwerpunkt Interkulturelle Kommunikation. Nach dem Studium war sie als Mitarbeiterin und Geschäftsführerin in einer internationalen Organisation tätig, die Kirchen bei Auslandsprojekten beraten, dazu Konferenzen und Seminare durchgeführt und Publikationen hergestellt hat.
Im Jahr 2000 gründete Hack einen eigenen Verlag und eine Beratungsfirma mit dem Namen Down to Earth, wo sie Bücher und Arbeitsmaterialien zu Lebens- und Glaubensthemen herausgibt. Sie selber hat über 50 Werke zur christlichen Glaubenspraxis und zu einer aktiven und bewussten Lebensgestaltung verfasst, die teilweise auch in Englisch, Niederländisch, Japanisch und Ungarisch übersetzt wurden. Zwei Bücher hat sie auch zum amerikanischen Romanbestseller Die Hütte verfasst.
Durch weitere Ausbildungen in der Engpasskonzentrierten Strategie, die vom deutschen Ökonomen und Unternehmensberater Wolfgang Mewes und dem amerikanischen Psychologen Marshall B. Rosenberg entwickelt wurden, wurde sie zum systemischen Coach, zur Supervisorin und Trainerin für gewaltfreie Kommunikation.

## Schriften (Auswahl)
- Swing. Dein Leben in Balance, Down to Earth, Berlin 2007, ISBN 978-3-935992-24-4
- Die Hütte und ich. Gott neu vertrauen – eine Reise, Down to Earth, Berlin, ISBN 978-3-935992-79-4
- Ich erwarte dich in der Hütte. Gott neu erleben, Down to Earth, Berlin, ISBN 978-3-935992-80-0
- Leben. Schlicht und ergreifend, Down to Earth, Berlin, ISBN 978-3-86270-534-4
- Erfolg. Schlicht und ergreifend, Down to Earth, Berlin, ISBN 978-3-86270-538-2
- Liebe. Schlicht und ergreifend, Down to Earth, Berlin, ISBN 978-3-86270-542-9
- Freunde. Schlicht und ergreifend, Down to Earth, Berlin, ISBN 978-3-86270-546-7
- Gebet. Schlicht und ergreifend, Down to Earth, Berlin, ISBN 978-3-93599-294-7
- Spring. Hinein ins volle Leben, Down to Earth, Berlin, ISBN 978-3-93599-240-4
- Vergeben lernen. Die Kunst, innerlich frei zu werden, Down to Earth, Berlin 2010, ISBN 978-3-935992-91-6
- Das gute Leben, SCM und Down to Earth, Witten/Berlin 2017, ISBN 978-3-86270-961-8
- Leinen los – wie ich mitten in Berlin ein Hausboot baute, um meinen Traum zu leben, Droemer Knaur, Berlin 2018, ISBN 978-3-96340-028-5

### Übersetzungen

#### Englisch
- Learning to Forgive, 2012[3]

#### Niederländisch
- De namen van God: begrijpen, bidden, beleven, Ark Media 2009, ISBN 978-9-03381529-4[4]
- Gods Vaderliefde – Impuls serie, Ark Media 2009, ISBN 978-9-03381-528-7
- Geloofsvragen – Impuls serie, Ark Media 2009, ISBN 978-9-03381-527-0
- Gods Beloften – Impuls serie, Ark Media 2009, ISBN 978-9-03381-526-3

#### Ungarisch
- Egy szingli vallomásai. Hét nap Istennel, Koinonia, Cluj 2014, ISBN 978-973-165-103-3[5]